# Berg-Anoa

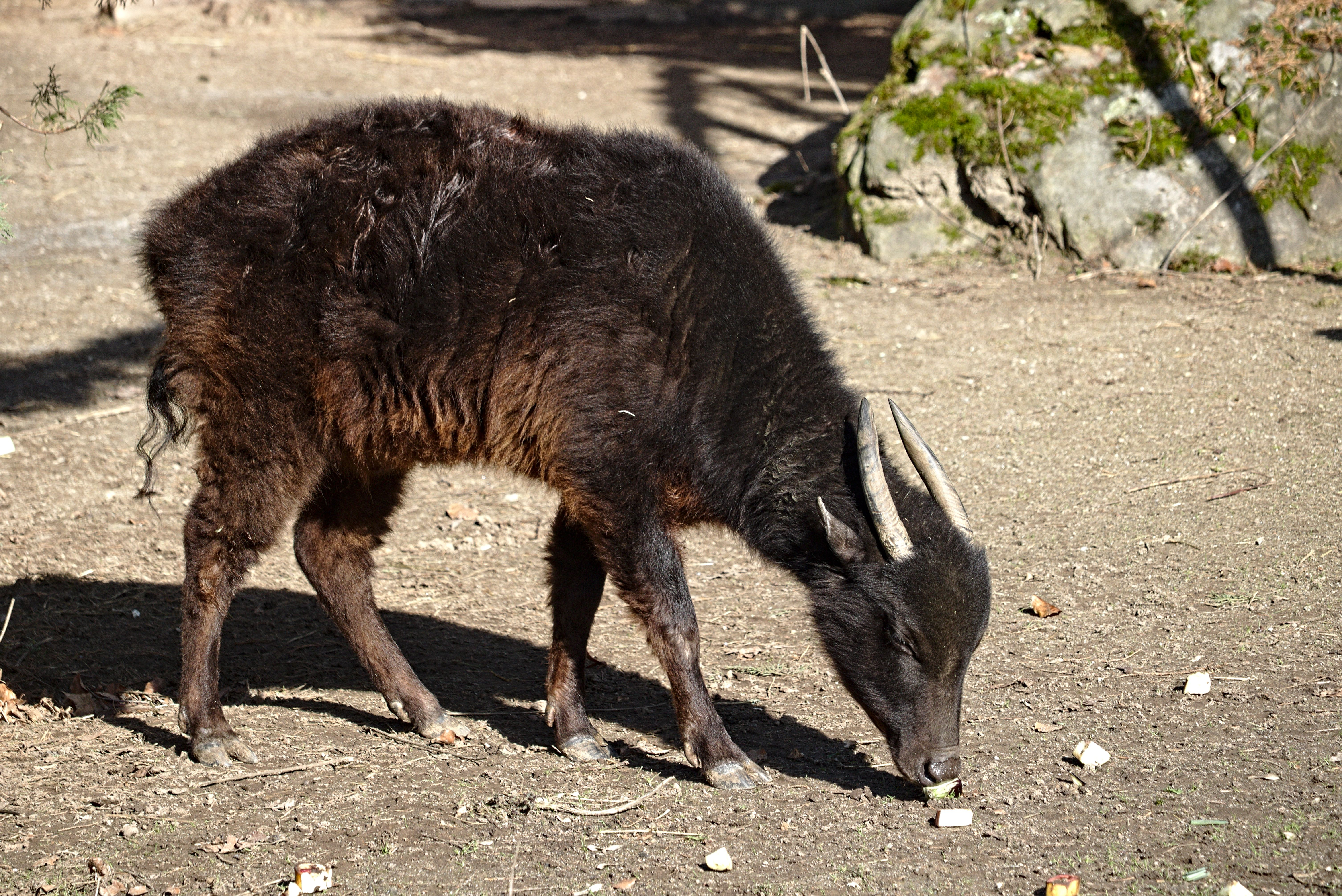
Der letzte Berg-Anoa in einem europäischen Zoo: ein männliches Tier 2019 im Zoo Krefeld

Der Berg-Anoa (Bubalus quarlesi) ist eine in Indonesien wild lebende Rinderart. Er ist eng mit dem Tiefland-Anoa verwandt und wird manchmal als dessen Unterart betrachtet.

## Merkmale
Berg-Anoas erreichen eine Kopfrumpflänge von rund 150 Zentimetern und eine Schulterhöhe von 70 Zentimetern und gelten als die kleinste Rinderart. Ihr wolliges Fell ist dunkelbraun oder schwarz gefärbt. Beide Geschlechter tragen rund 15 bis 19 Zentimeter lange, glatte Hörner. Von den Tiefland-Anoas unterscheiden sie sich durch das Fehlen der hellen Markierungen an der Kehle und an den Beinen, durch das dichtere Fell, den kürzeren Schwanz und die kürzeren Hörner.

## Verbreitung und Lebensraum
Berg-Anoas sind auf der indonesischen Insel Sulawesi und der kleinen Nachbarinsel Buton endemisch. Ihr Lebensraum sind Wälder, wobei sie vorwiegend in Regenwäldern bis 2300 Metern Seehöhe vorkommen. Sie bevorzugen dabei vom Menschen ungestörte Gebiete in der Nähe von Gewässern.

## Lebensweise
Berg-Anoas dürften vorwiegend einzelgängerisch oder in Paaren leben. Sie begeben sich am Morgen oder am Vormittag auf Nahrungssuche und ruhen nachmittags unter dichter Vegetation. Sie sind reine Pflanzenfresser, die sich von Blättern, Gräsern und Moosen ernähren.
Auch über die Fortpflanzung ist wenig bekannt. Nach einer rund 275- bis 315-tägigen Tragzeit bringt die Kuh meist ein einzelnes Jungtier zur Welt, das zunächst deutlich heller als die Erwachsenen gefärbt ist.

## Bedrohung
Die Bejagung und der Verlust des Lebensraums stellen die Hauptgründe für die Bedrohung der Berg-Anoas dar. Die Population ist heute auf einige kleine Gebiete zersplittert, die zum Teil geschützt sind. Die IUCN schätzt den Gesamtbestand auf weniger als 2500 Tiere und listet die Art als stark gefährdet („endangered“).
Da es bereits seit langem keine Sichtungen mehr gab, ist es möglich, dass der Berg-Anoa in der Wildnis bereits ausgestorben ist. In diesem Fall wäre der Berg-Anoa im Krefelder Zoo das letzte Exemplar seiner Art.